# Excerpering

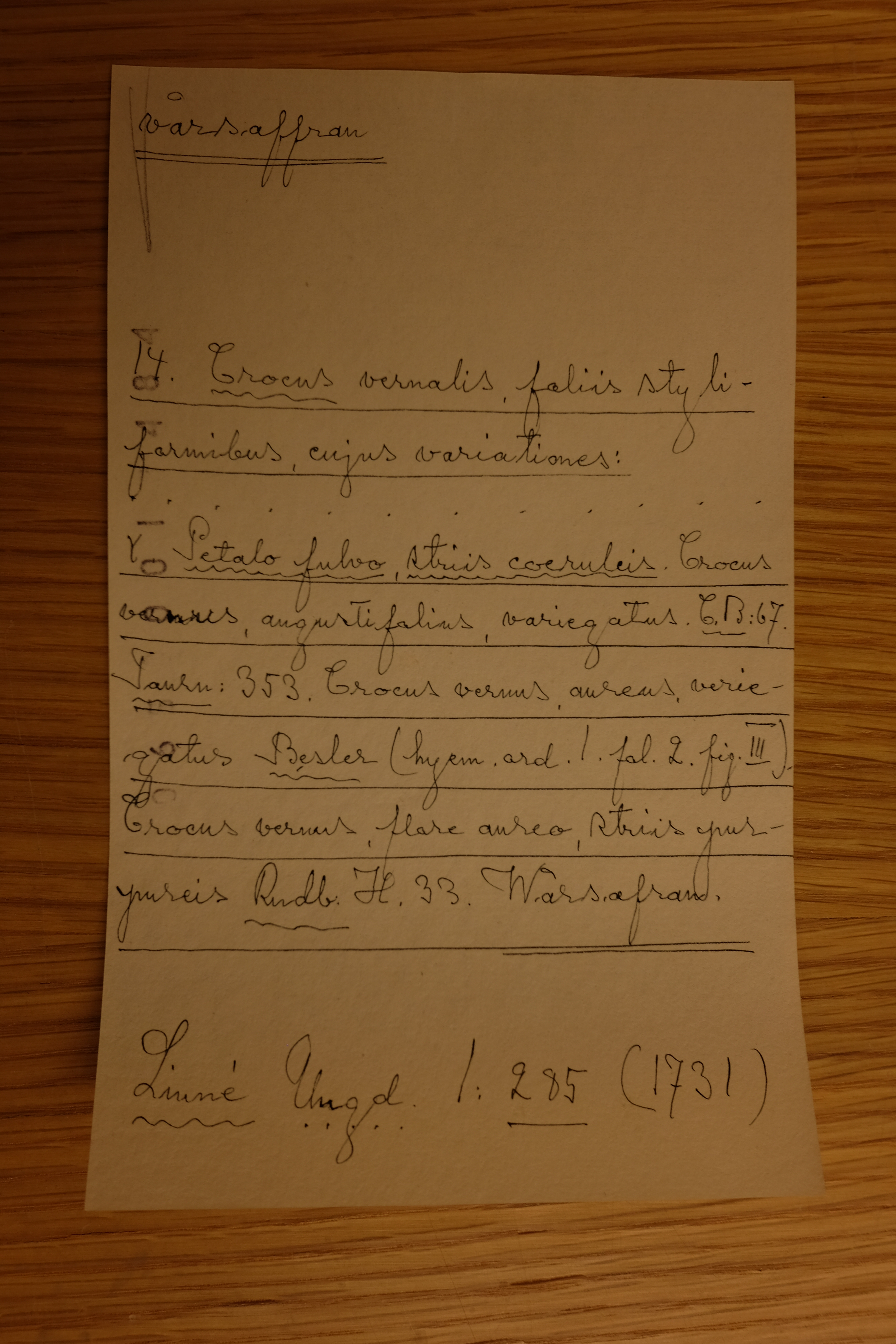
En excerpt ur Carl von Linnés ungdomsskrifter (1731) från Svenska Akademiens ordboks arkiv. Excerpten illustrerar användningen av ordet vårsaffran.

Excerpering innebär att göra utdrag ur en text, vanligen för att använda dessa utdrag som material eller exempel till ett vetenskapligt arbete. Att göra sådana utdrag kallas att excerpera; själva utdragen kallas för excerpter och personen som gör utdragen för excerpist. Metoden är vanlig vid skapandet av ordböcker, och för till exempel Svenska Akademiens ordbok (SAOB) har man excerperat omkring 20 000 källor. Detta har resulterat i cirka nio miljoner excerpter, vilka ligger till grund för ordboken.